# Henri Niemegeerts
Henri Niemegeerts (Etterbeek, 15 februari 1922 - Waterloo, 19 september 2016) was een Belgisch hockeyer.

## Levensloop
Niemegeerts was actief bij Daring HC. Daarnaast maakte hij deel uit van het Belgisch hockeyteam. In deze hoedanigheid nam hij onder meer deel aan de Olympische Zomerspelen van 1948.